# Universidad San Pedro
La Universidad San Pedro (USP) fue una universidad privada peruana, fundada el 25 de junio de 1988 en la ciudad de Chimbote, Áncash. La universidad fue denegada el 5 de diciembre de 2019 por la SUNEDU, cerrando en 2021.

## Historia
La Universidad San Pedro se creó el 25 de junio de 1988 mediante la ley N° 24871, y consolidada por el decreto legislativo N° 25969. Más adelante, el 3 de noviembre de 1993, la Asamblea Nacional de Rectores mediante resolución N° 648-93-ANR, otorga la autorización de funcionamiento definitivo a la Universidad y el uso de su plena autonomía académica, económica y administrativa conferida mediante Ley Universitaria. Conformada la Asamblea Universitaria, el 17 de mayo de 1994, se elige como primer Rector a Jorge Arturo Benites Robles y a los Vicerrectores Académico y Administrativo, Arnulfo Becerra Alfaro y Javier Azparrent Taipe respectivamente.
En el año 2003, la Universidad San Pedro recibió la acreditación por el Consejo Nacional de Acreditación de Universidades. Siendo la primera universidad de provincias en conseguir la acreditación en el país y la segunda a nivel nacional. El 25 de enero de 2008, la Asamblea Universitaria eligió al economista y administrador de empresas José María Huamán Ruíz como nuevo Rector de la Universidad San Pedro, para el periodo 2008-2013.
La universidad fue denegada el 5 de diciembre de 2019 por la SUNEDU al no haber cumplido con los requisitos básicos para centros de estudios superiores, cerró en 2021.

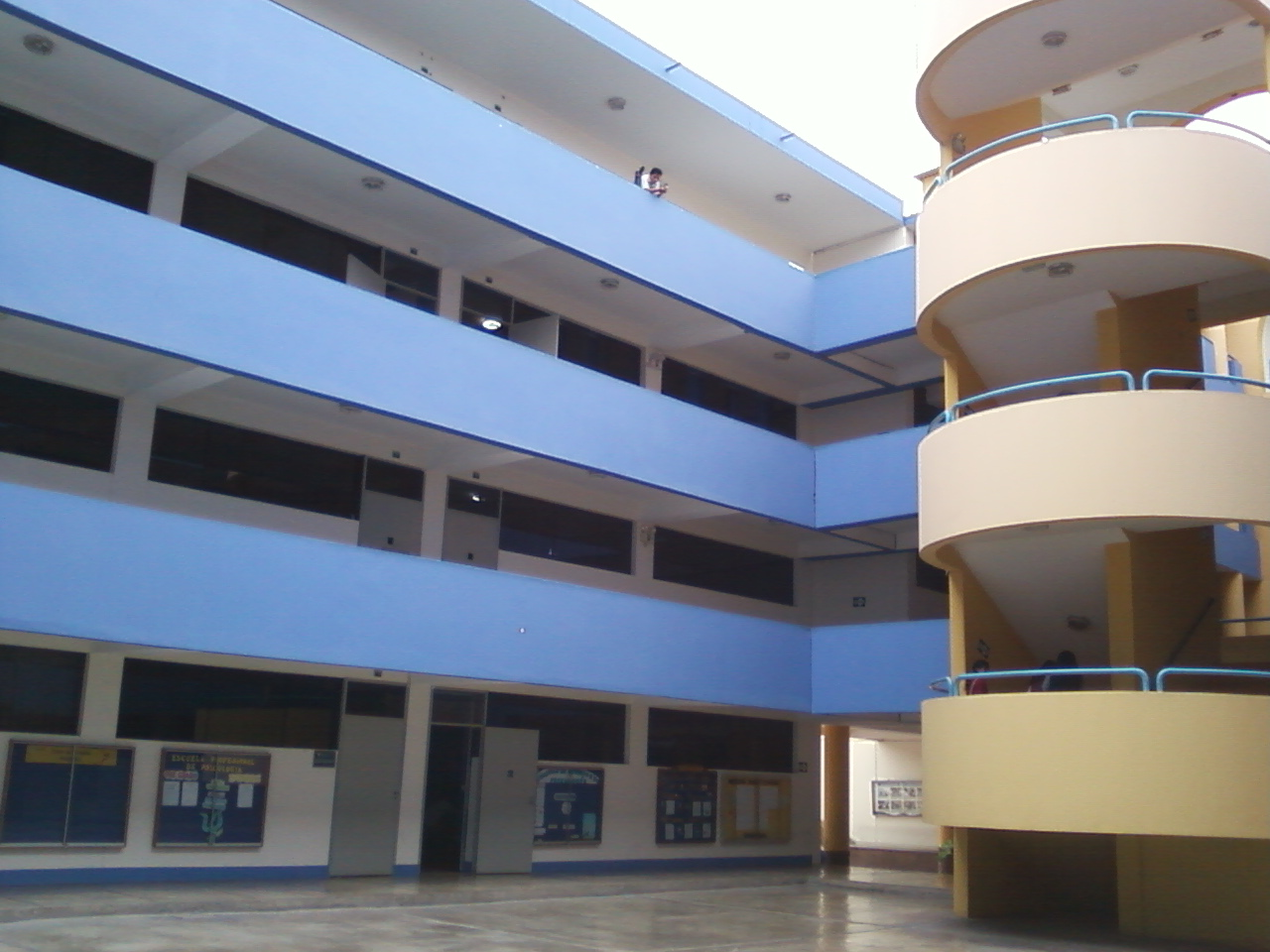
Vista interior de uno de los pabellones de la Universidad San Pedro en Chimbote

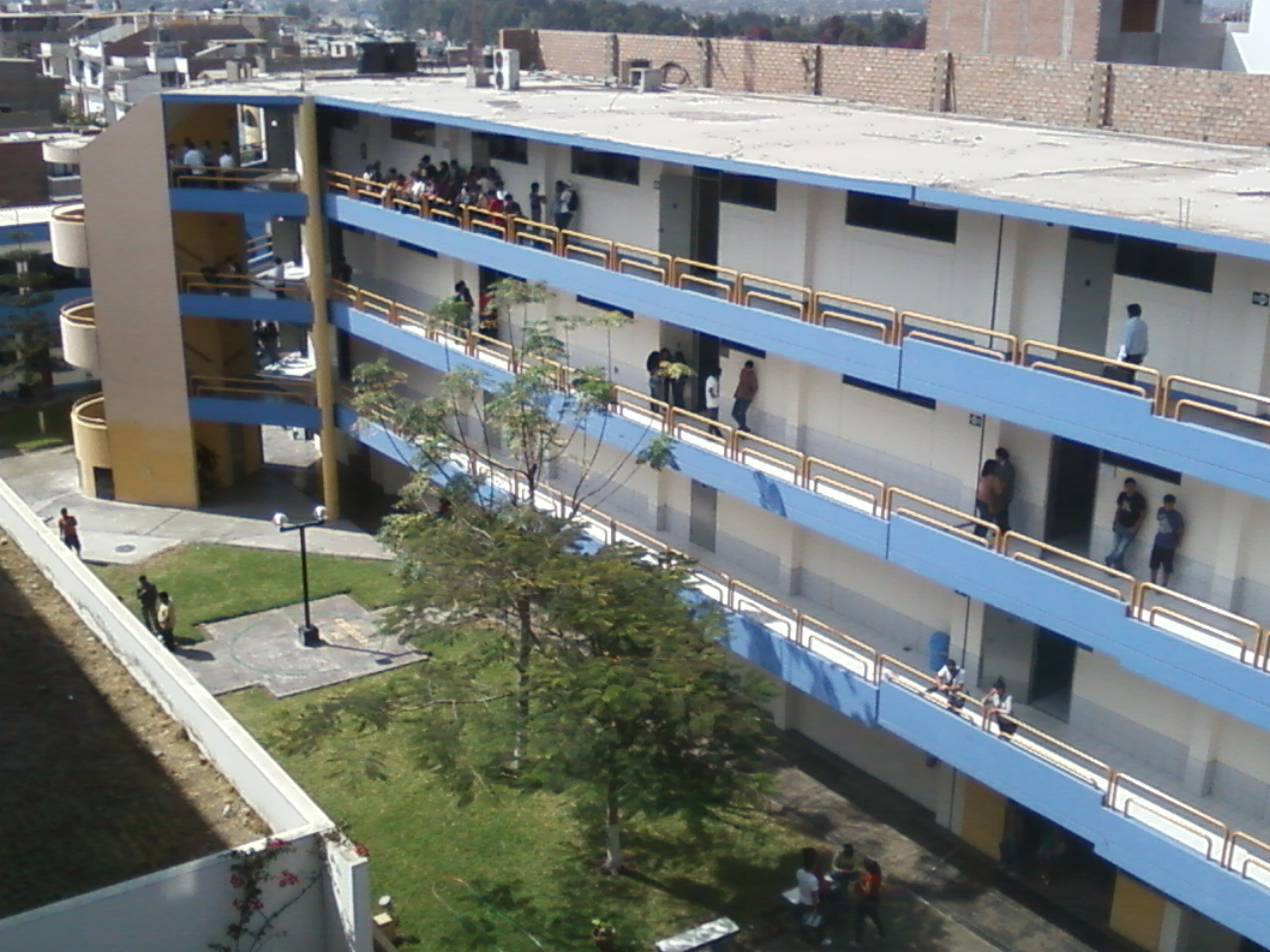
Vista de uno de los pabellones del campus Los Pinos en Chimbote

## Programas de estudio

### Pregrado

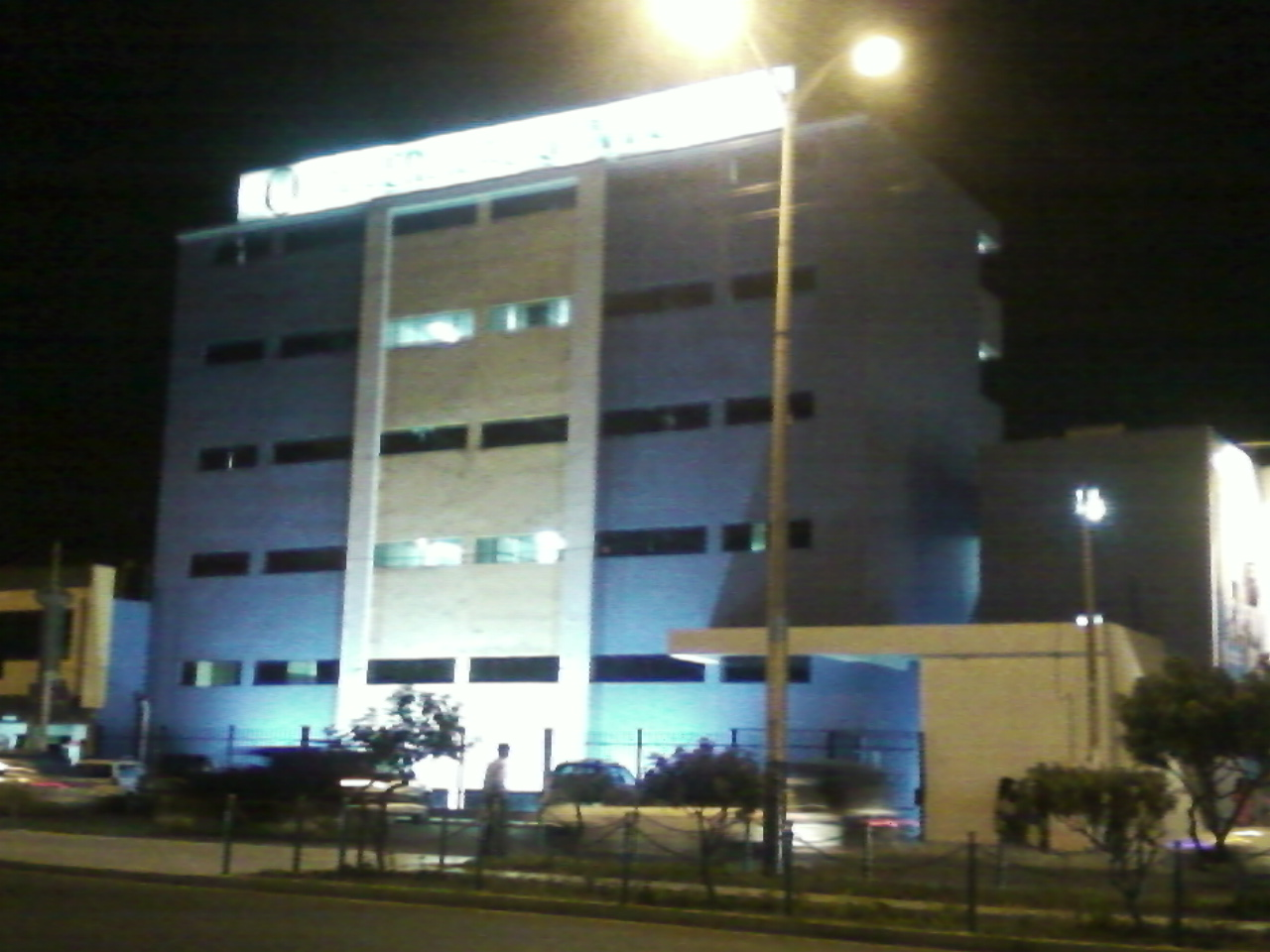
Pool de aulas de la Universidad San Pedro en el distrito de Nuevo Chimbote

| Facultad                              | Carrera profesional                            |
| Ciencias Económicas y Administrativas | Administración                                 |
| Ciencias Económicas y Administrativas | Contabilidad                                   |
| Ciencias Económicas y Administrativas | Economía y Negocios Internacionales            |
| Ciencias Económicas y Administrativas | Administración Hotelera ,Turismo y Gastronomía |
| Ciencias de la Salud                  | Enfermería                                     |
| Ciencias de la Salud                  | Obstetricia                                    |
| Ciencias de la Salud                  | Tecnología Médica                              |
| Ciencias de la Salud                  | Psicología                                     |
| Derecho y Ciencias Políticas          | Derecho                                        |
| Medicina Humana                       | Medicina Humana                                |
| Medicina Humana                       | Farmacia y Bioquímica                          |
| Educación y Humanidades               | Educación Inicial                              |
| Educación y Humanidades               | Educación Primaria                             |
| Educación y Humanidades               | Educación Secundaria                           |
| Educación y Humanidades               | Educación Especial                             |
| Ingeniería                            | Ingeniería Civil                               |
| Ingeniería                            | Ingeniería Informática y de Sistemas           |
| Ingeniería                            | Ingeniería Industrial                          |
| Ingeniería                            | Ingeniería Agrónoma                            |
| Ingeniería                            | Ingeniería Mecánica Eléctrica                  |
| Ingeniería                            | Arquitectura y Urbanismo                       |